# Territorio Indígena Matambú
Matambú es uno de los territorios indígenas de Costa Rica y es el único de la etnia chorotega en el país, fue fundado en 1980. El distrito de Matambú del cantón de Hojancha, se ubica dentro de este territorio indígena.

## Geografía
La reserva fue creada en 1980 por el Poder Ejecutivo y es la única de la etnia chorotega, ubicándose entre los cantones de Hojancha y Nicoya, provincia de Guanacaste.  Tiene 1084 habitantes indígenas y 600 no indígenas y el idioma más hablado es el español de manera monolingüe pues la lengua autóctona se perdió. Existe entre la comunidad una diferenciación marcada entre dos grupos, los que buscan preservar su cultura e identidad indígena y otro que prefiere integrarse dentro de la sociedad costarricense.
En el 2017 fue creado el distrito de Matambú, que comparte parte de su extensión geográfica con este territorio y toma su nombre.

## Demografía
Para el censo de 2011, este territorio tiene una población total de 1685 habitantes, de los cuales 1085 habitantes (64,39%) son autoidentificados cómo de etnia indígena.